# Triphosa tritocelidata
Triphosa tritocelidata là một loài bướm đêm trong họ Geometridae.